# 명사초등학교
명사초등학교는 대한민국 경상남도 거제시 남부면 저구리에 있는 공립 초등학교이다.

## 학교 연혁
- 1932년 9월 20일 통영군 동부공립보통학교(4년제) 개교
- 1938년 4월 1일 동부제1공립심상소학교 개칭[1]
- 1941년 4월 1일 동부제1공립국민학교(6년제) 개칭[2]
- 1946년 4월 1일 명사국민학교로 개명
- 1992년 3월 1일 병설유치원 개원
- 1996년 3월 1일 명사초등학교로 개명[3]
- 1996년 3월 1일 여차분교장 폐교
- 1999년 3월 1일 해금강분교장 폐교
- 2007년 3월 1일 다대분교장 폐교
- 2017년 9월 1일 제36대 이창호 교장 부임
- 2020년 2월 14일 제86회 졸업(졸업생 총수:2,817명)

## 참고 자료
- 명사초등학교 - 한국교육학술정보원 학교알리미